# Vaila Barsley
Vaila M. Barsley (* 15. September 1987 in Boston, Lincolnshire) ist eine britische Fußballspielerin, die seit der Saison 2013 bei Eskilstuna United unter Vertrag steht.

## Karriere

### Verein
Barsley spielte als Jugendliche und junge Erwachsene für die Frauenmannschaft von Norwich City und die Reserve des Arsenal LFC. Anschließend wechselte sie für ein Studium an der St. John’s University in die Vereinigten Staaten und spielte dort für die Hochschulmannschaft der St. John’s Red Storm. Danach lief Barsley zwei Jahre lang für die W-League-Franchise der Long Island Rough Riders auf. Im Jahr 2011 wechselte sie für eine Spielzeit zum isländischen Erstligisten UMF Afturelding, ehe sie zur Saison 2012 zu den Rough Riders zurückkehrte. In der zweiten Jahreshälfte lief Barsley für den amtierenden irischen Meister Peamount United auf, mit dem sie an der Qualifikationsrunde zur Champions League teilnahm. Im Jahr 2013 wechselte sie zum schwedischen Zweitligisten Eskilstuna United, mit dem sie am Saisonende in die Damallsvenskan aufstieg.

### Nationalmannschaft
Barsley, deren Mutter Schottin ist, spielte zunächst für die englische U-17-Nationalmannschaft. Am 31. März 2017 wurde sie in die schottische Fußballnationalmannschaft der Frauen für ein Testspiel gegen die belgische Fußballnationalmannschaft der Frauen berufen und debütierte dort am 11. April.

## Erfolge
- 2013: Aufstieg in die Damallsvenskan (Eskilstuna United)